# Al·loimmunitat
Al·loimmunitat (de vegades dita isoimmunitat) és una resposta immune a antígens no propis de membres de la mateixa espècie, que es diuen al·loantígens o isoantígens. Hi ha dos tipus principals d'al·loantigens: són els antígens del grup sanguini i els antígens d'histocompatibilitat. En l'al·loimmunitat, el cos crea anticossos contra els al·loantígens, atacant la sang tranfusionada, el teixit al·lotrasplantat i fins i tot el fetus en alguns casos. L'autoimmunitat és una resposta immune als antígens propis. (El prefix "allo-" significa "altre", mentre que el prefix "auto" significa "jo mateix").
Al·loimmunització ( isoimmunització) és el procés d'esdevenir al·loimmune, és a dir, desenvolupar els anticossos corresponents per primera vegada.
L'al·loimmunitat és causada per la diferència entre els gens d'alt polimorfisme, principalment gens del complex principal d'histocompatibilitat del donant i del receptor d'empelt. Aquests productes són reconeguts per T-linfocits i altres leucòcits mononuclears que s'infiltren en l'empelt i el danyen.